# Carl Szokoll
Carl Szokoll est un Major autrichien de la Wehrmacht, né le 15 octobre 1915 à Vienne où il est mort le 25 août 2004.
Il participe au complot du 20 juillet 1944 destiné à renverser le régime hitlérien mais n'est pas inquiété. Après la Seconde Guerre mondiale, il devient producteur de cinéma.

## Biographie
Le père de Szokoll est militaire de l'armée austro-hongroise pendant la Première Guerre mondiale ; il décide ensuite de rester dans l'armée autrichienne. À la demande de son père, le jeune Carl commence une carrière militaire.
Au moment de l'Anschluss en mars 1938, il est transféré dans l'armée allemande en tant que jeune officier. Parce que sa compagne Christine Kukula a des origines juives, il reporte son projet de mariage avec elle.
Au début de la Seconde Guerre mondiale, il participe à l’invasion de la Pologne en septembre 1939 puis à la bataille de France au printemps 1940. Il est blessé lors d’un affrontement avec des membres de la résistance française : il est alors muté comme officier d'ordonnance auprès de l'état-major du XVII. Armeekorps à Vienne.
Il se convainc que la chute d'Adolf Hitler mettrait fin à la guerre. Robert Bernardis l'informe d'un projet d'attentat contre Hitler. L'attentat du 20 juillet 1944, auquel participe Claus von Stauffenberg, un temps officier de liaison à Vienne, échoue. Szokoll n'est pas soupçonné, car il n'est pas associé à l'opération finale. Peu après, Szokoll est transféré en Croatie puis de nouveau à Vienne.
Lorsque, fin mars 1945, l'Armée rouge s'approche de Vienne, un groupe de résistants composé de soldats autrichiens de la Wehrmacht sous le commandement de Szokoll prend contact avec l'ennemi : le but de l'opération Radetzky est de faciliter la conquête de Vienne par les troupes soviétiques et d'empêcher aussi une plus grande destruction de la ville. L'opération est une demi-réussite.
La guerre finie et le nazisme étant éradiqué, Carl Szokoll et Christine Kukula se marient en 1946. Szokoll devient éditeur puis directeur de production pour Helios-Film en 1949 ; ensuite, il travaille pour Schönbrunn-Film et Cosmopol-Film. En 1958, il est directeur général de Tele München en Allemagne.
En 1961, Szokoll fonde sa société, Neue Delta, et travaille surtout avec le réalisateur Franz Antel pour des comédies. Avec lui, il développe la série Der Bockerer.
Il meurt en 2004 à l'hôpital de Hietzing.

## Filmographie
- 1949 : Mein Freund, der nicht nein sagen kann (de)
- 1950 : Der keusche Adam
- 1950 : Jetzt schlägt's 13
- 1950 : Amour démoniaque
- 1951 : Mademoiselle Bimbi
- 1953 : Le Dernier Pont
- 1954 : La Fin d'Hitler
- 1957 : Der Graf von Luxemburg
- 1959 : Raubfischer in Hellas
- 1960 : Schlagerparade 1960
- 1960 : Das Rätsel der grünen Spinne
- 1960 : Schlußakkord
- 1961 : Schlagerparade 1961
- 1961 : L'Auberge du Cheval noir (Im schwarzen Rößl)
- 1962 : Ohne Krimi geht die Mimi nie ins Bett (de)
- 1962 : …und ewig knallen die Räuber
- 1963 : Un cœur plein et les poches vides
- 1963 : Maskenball bei Scotland Yard
- 1964 : La Môme aux dollars
- 1964 : Marika, un super show
- 1964 : Liebesgrüße aus Tirol
- 1965 : Ruf der Wälder
- 1965 : Das Vermächtnis des Inka
- 1966 : 00Sex am Wolfgangsee
- 1967 : Mieux vaut faire l'amour
- 1968 : Oui à l'amour, non à la guerre
- 1968 : Otto ist auf Frauen scharf
- 1969 : Warum hab’ ich bloß 2× ja gesagt?
- 1969 : Les petites chattes se mettent au vert
- 1969 : Frau Wirtin bläst auch gern Trompete
- 1971 : Il y a toujours un fou
- 1971 : Mein Vater, der Affe und ich
- 1972 : Außer Rand und Band am Wolfgangsee
- 1976 : Treize femmes pour Casanova